# II Divisão
A II Divisão foi uma competição de futebol de Portugal. Entre 1934 e 1990, o segundo escalão do Futebol em Portugal, como a competição experimental em 1938 (apesar disto os vencedores destas edições são considerados campeões da Segunda Divisão) com o nome Campeonato Nacional da Segunda Divisão ou apenas Segunda Divisão. Dividia-se em 2 Séries (Norte e Sul) e mais tarde em 3 Séries (Norte, Centro e Sul).
Os vencedores das três séries eram apurados para uma segunda fase, jogando todos contra todos a duas voltas, onde o primeiro era campeão da Segunda Divisão. 
A partir de 1990, com a criação da 2ª Liga (agora adiante designada Liga Portugal 2 Meu Super), passou a designar-se de 2ª Divisão B e a corresponder ao terceiro escalão do Futebol Português e na Década de 2000 voltou-se a denominar-se 2ª Divisão. A competição foi substituída pelo Campeonato Nacional de Seniores em 2013–14, que em 2015-16, foi o último a alterar de nome para o Campeonato de Portugal.

## Lista de campeões[2]

### Segundo escalão: 1935–1990[1]
| Época                          | Campeão                        | Resultado final                | Vice-campeão                   |
| Segunda Divisão (Experimental) | Segunda Divisão (Experimental) | Segunda Divisão (Experimental) | Segunda Divisão (Experimental) |
| ------------------------------ | ------------------------------ | ------------------------------ | ------------------------------ |
| 1934–35                        | Carcavelinhos                  | 1 – 1 aet, 2 – 1               | Boavista                       |
| 1935–36                        | Olhanense                      | 2 – 1                          | Salgueiros                     |
| 1936–37                        | Boavista                       | 5 – 1                          | União de Lisboa                |
| 1937–38                        | Leixões                        | 2 – 1                          | União de Lisboa                |
| Segunda Divisão                |                                |                                |                                |
| 1938–39                        | Carcavelinhos                  | 1 – 0                          | Sporting da Covilhã            |
| 1939–40                        | Farense                        | 3 – 2                          | Boavista                       |
| 1940–41                        | Olhanense                      | 4 – 1                          | Leça                           |
| 1941–42                        | Estoril Praia                  | 4 – 4, 3 – 1                   | Leixões                        |
| 1942–43                        | Barreirense                    | 6 – 1                          | Sanjoanense                    |
| 1943–44                        | Estoril Praia                  | 3 – 2                          | Vila Real                      |
| 1944–45                        | Atlético CP                    | 2 – 0                          | CUF Lisboa                     |
| Época                          | Campeão                        | Vice-campeão                   | 3º classificado                |
| 1945–46                        | Estoril Praia                  | Famalicão                      | União de Coimbra               |
| 1946–47                        | Braga                          | Lusitano VRSA                  | Oliveirense                    |
| 1947–48                        | Sporting da Covilhã            | Barreirense                    | CUF Barreiro                   |
| Época                          | Campeão                        | Resultado final                | Vice-campeão                   |
| 1948–49                        | Académica de Coimbra           | 2 – 1                          | Portimonense                   |
| Época                          | Campeão                        | Vice-campeão                   | 3º classificado                |
| 1949–50                        | Boavista                       | Oriental                       | Académico de Viseu             |
| 1950–51                        | Barreirense                    | Salgueiros                     | União de Coimbra               |
| 1951–52                        | Lusitano de Évora              | Vitória de Setúbal             | Torreense                      |
| 1952–53                        | Oriental                       | Torreense                      | CUF Barreiro                   |
| 1953–54                        | CUF Barreiro                   | Torreense                      | Sporting de Espinho            |
| 1954–55                        | Torreense                      | Caldas                         | Oriental                       |
| 1955–56                        | Oriental                       | Vitória de Guimarães           | Boavista                       |
| 1956–57                        | Salgueiros                     | Braga                          | Vitória de Guimarães           |
| 1957–58                        | Sporting da Covilhã            | Vitória de Guimarães           | Farense                        |
| Época                          | Campeão                        | Resultado final                | Vice-campeão                   |
| 1958–59                        | Atlético CP                    | 3 – 0                          | Leixões                        |
| 1959–60                        | Barreirense                    | 1 – 0                          | Salgueiros                     |
| 1960–61                        | Beira-Mar                      | 2 – 1                          | Olhanense                      |
| 1961–62                        | Barreirense                    | 2 – 0                          | Feirense                       |
| 1962–63                        | Varzim                         | 4 – 2                          | Seixal                         |
| 1963–64                        | Braga                          | 2 – 1                          | Torreense                      |
| 1964–65                        | Beira-Mar                      | 2 – 1                          | Barreirense                    |
| 1965–66                        | Sanjoanense                    | 0 – 0, 2 – 1                   | Atlético CP                    |
| 1966–67                        | Barreirense                    | 3 – 1                          | Tirsense                       |
| 1967–68                        | Atlético CP                    | 3 – 2                          | União de Tomar                 |
| 1968–69                        | Barreirense                    | 3 – 3, 2 – 1                   | Boavista                       |
| 1969–70                        | Tirsense                       | 2 – 0                          | Farense                        |
| 1970–71                        | Beira-Mar                      | 3 – 1                          | Atlético CP                    |
| 1971–72                        | União de Coimbra               | 2 – 1                          | Montijo                        |
| 1972–73                        | Académica de Coimbra           | 1 – 0                          | Olhanense                      |
| 1973–74                        | União de Tomar                 | 4 – 3                          | Sporting de Espinho            |
| 1974–75                        | Estoril Praia                  | 1 – 0                          | Braga                          |
| 1975–76                        | Varzim                         | 3 – 1                          | Portimonense                   |
| Época                          | Campeão                        | Vice-campeão                   | 3º classificado                |
| 1976–77                        | Marítimo                       | Feirense                       | Riopele                        |
| 1977–78                        | Famalicão                      | Barreirense                    | Beira-Mar                      |
| 1978–79                        | Portimonense                   | Sporting de Espinho            | União de Leiria                |
| 1979–80                        | Amora                          | Académica de Coimbra           | Penafiel                       |
| 1980–81                        | União de Leiria                | Estoril Praia                  | Rio Ave                        |
| 1981–82                        | Marítimo                       | Varzim                         | Alcobaça                       |
| 1982–83                        | Farense                        | Águeda                         | Penafiel                       |
| 1983–84                        | Belenenses                     | Vizela                         | Académica de Coimbra           |
| 1984–85                        | Desportivo das Aves            | Sporting da Covilhã            | Marítimo                       |
| 1985–86                        | Rio Ave                        | Farense                        | O Elvas                        |
| 1986–87                        | Sporting da Covilhã            | Vitória de Setúbal             | Sporting de Espinho            |
| 1987–88                        | Famalicão                      | Académico de Viseu             | Estrela da Amadora             |
| 1988–89                        | União da Madeira               | Tirsense                       | Feirense                       |
| 1989–90                        | Salgueiros                     | Gil Vicente                    | Farense                        |

### Terceiro escalão: 1990 – 2013
| Segunda Divisão B                       | Segunda Divisão B    | Segunda Divisão B     | Segunda Divisão B    |
| Época                                   | Campeão              | Vice-campeão          | 3º classificado      |
| --------------------------------------- | -------------------- | --------------------- | -------------------- |
| 1990–91                                 | Ovarense             | Rio Ave               | Olhanense            |
| 1991–92                                 | Campomaiorense       | Felgueiras            | Amora                |
| 1992–93                                 | Leça                 | Portimonense          | Académico de Viseu   |
| 1993–94                                 | Amora                | Feirense              | União de Lamas       |
| 1994–95                                 | Moreirense           | Alverca               | Académico de Viseu   |
| 1995–96                                 | Varzim               | Sporting da Covilhã   | Beja                 |
| 1996–97                                 | Maia                 | Torreense             | Nacional             |
| 1997–98                                 | Santa Clara          | Esposende             | Naval 1º de Maio     |
| Segunda Divisão B (3 Campeões de Série) |                      |                       |                      |
|                                         | Série Norte          |                       |                      |
| 1998–99                                 | Freamunde            | Leixões               | Fafe                 |
| 1998–99                                 | Série Centro         |                       |                      |
| 1998–99                                 | Sporting da Covilhã  | Sanjoanense           | Lourinhanense        |
| 1998–99                                 | Série Sul            |                       |                      |
| 1998–99                                 | Imortal              | Barreirense           | Portimonense         |
| 1999–2000                               | Série Norte          | Série Norte           | Série Norte          |
| 1999–2000                               | Marco                | Famalicão             | Porto B              |
| 1999–2000                               | Série Centro         |                       |                      |
| 1999–2000                               | Ovarense             | Vilafranquense        | Oliveira do Bairro   |
| 1999–2000                               | Série Sul            |                       |                      |
| 1999–2000                               | Nacional             | Portimonense          | União da Madeira     |
| 2000–01                                 | Série Norte          | Série Norte           | Série Norte          |
| 2000–01                                 | Moreirense           | Famalicão             | Porto B              |
| 2000–01                                 | Série Centro         |                       |                      |
| 2000–01                                 | Oliveirense          | Sporting da Covilhã   | Sanjoanense          |
| 2000–01                                 | Série Sul            |                       |                      |
| 2000–01                                 | Portimonense         | União da Madeira      | Barreirense          |
| 2001–02                                 | Série Norte          | Série Norte           | Série Norte          |
| 2001–02                                 | Marco                | Leixões               | Porto B              |
| 2001–02                                 | Série Centro         |                       |                      |
| 2001–02                                 | Sporting da Covilhã  | Sporting Pombal       | Torreense            |
| 2001–02                                 | Série Sul            |                       |                      |
| 2001–02                                 | União da Madeira     | Sporting B            | Camacha              |
| 2002–03                                 | Série Norte          | Série Norte           | Série Norte          |
| 2002–03                                 | Leixões              | Lousada               | Porto B              |
| 2002–03                                 | Série Centro         |                       |                      |
| 2002–03                                 | Feirense             | Estrela de Portalegre | Académico de Viseu   |
| 2002–03                                 | Série Sul            |                       |                      |
| 2002–03                                 | Estoril Praia        | Mafra                 | Louletano            |
| 2003–04                                 | Série Norte          | Série Norte           | Série Norte          |
| 2003–04                                 | Gondomar             | Dragões Sandinenses   | Vizela               |
| 2003–04                                 | Série Centro         |                       |                      |
| 2003–04                                 | Sporting de Espinho  | Torreense             | Sanjoanense          |
| 2003–04                                 | Série Sul            |                       |                      |
| 2003–04                                 | Olhanense            | Barreirense           | Micaelense           |
| 2004–05                                 | Série Norte          | Série Norte           | Série Norte          |
| 2004–05                                 | Vizela               | Dragões Sandinenses   | Infesta              |
| 2004–05                                 | Série Centro         |                       |                      |
| 2004–05                                 | Sporting da Covilhã  | Mafra                 | Académico de Viseu   |
| 2004–05                                 | Série Sul            |                       |                      |
| 2004–05                                 | Barreirense          | Pinhalnovense         | União da Madeira     |
| Segunda Divisão B                       |                      |                       |                      |
| Época                                   | Campeão              | Resultado final       | Vice-campeão         |
| 2005–06                                 | Olivais e Moscavide  | 1 – 0                 | Trofense             |
| 2006–07                                 | Freamunde            | 1 – 0                 | Fátima               |
| 2007–08                                 | Oliveirense          | 1 – 0                 | Sporting da Covilhã  |
| 2008–09                                 | Fátima               | 2 – 1                 | Desportivo de Chaves |
| Época                                   | Campeão              | Vice-campeão          | 3º classificado      |
| 2009–10                                 | Arouca               | Moreirense            | União da Madeira     |
| 2010–11                                 | União da Madeira     | Atlético CP           | Padroense            |
| 2011–12                                 | Varzim               | Tondela               | Fátima               |
| 2012–13                                 | Desportivo de Chaves | Farense               | Académico de Viseu   |

### Desempenho por Clube
Nota: Os anos em itálico indicam que a equipa foi uma das três declaradas Campeãs Nacionais da Segunda Divisão.
| Clube                 | Vencedores | Vice-campeões | Anos de vitórias e anos de vice-campeão                          |
| Barreirense           | 7          | 4             | 1943, 1948, 1951, 1960, 1962, 1965, 1967, 1969, 1978, 2004, 2005 |
| Sporting da Covilhã   | 6          | 5             | 1939, 1948, 1958, 1985, 1987, 1996, 1999, 2001, 2002, 2005, 2008 |
| Estoril Praia         | 5          | 1             | 1942, 1944, 1946, 1975, 1981, 2003                               |
| Varzim                | 4          | 1             | 1963, 1976, 1982, 1996, 2012                                     |
| Atlético CP           | 3          | 3             | 1945, 1959, 1966, 1968, 1971, 2011                               |
| Olhanense             | 3          | 2             | 1936, 1941, 1961, 1973, 2004                                     |
| União da Madeira      | 3          | 1             | 1989, 2001, 2002, 2011                                           |
| Beira-Mar             | 3          | 0             | 1961, 1965, 1971                                                 |
| Portimonense          | 2          | 4             | 1949, 1976, 1979, 1993, 2000, 2001                               |
| Boavista              | 2          | 3             | 1935, 1937, 1940, 1950, 1969                                     |
| Salgueiros            | 2          | 3             | 1936, 1951, 1957, 1960, 1990                                     |
| Leixões               | 2          | 3             | 1938, 1942, 1959, 2002, 2003                                     |
| Farense               | 2          | 3             | 1940, 1970, 1983, 1986, 2013                                     |
| Braga                 | 2          | 2             | 1947, 1957, 1964, 1975                                           |
| Famalicão             | 2          | 2             | 1978, 1988, 2000, 2001                                           |
| Oriental              | 2          | 1             | 1950, 1953, 1956                                                 |
| Académica de Coimbra  | 2          | 1             | 1949, 1973, 1980                                                 |
| Moreirense            | 2          | 1             | 1995, 2001, 2010                                                 |
| Carcavelinhos         | 2          | 0             | 1935, 1939                                                       |
| Marítimo              | 2          | 0             | 1977, 1982                                                       |
| Amora                 | 2          | 0             | 1980, 1994                                                       |
| Ovarense              | 2          | 0             | 1991, 2000                                                       |
| Marco                 | 2          | 0             | 2000, 2002                                                       |
| Freamunde             | 2          | 0             | 1999, 2007                                                       |
| Oliveirense           | 2          | 0             | 2001, 2008                                                       |
| Torreense             | 1          | 5             | 1953, 1954, 1955, 1964, 1997, 2004                               |
| Feirense              | 1          | 3             | 1962, 1977, 1994, 2003                                           |
| Tirsense              | 1          | 2             | 1967, 1970, 1989                                                 |
| Sporting de Espinho   | 1          | 2             | 1974, 1979, 2004                                                 |
| Sanjoanense           | 1          | 1             | 1943, 1966                                                       |
| União de Tomar        | 1          | 1             | 1968, 1974                                                       |
| Rio Ave               | 1          | 1             | 1986, 1991                                                       |
| Leça                  | 1          | 1             | 1941, 1993                                                       |
| Vizela                | 1          | 1             | 1984, 2005                                                       |
| Fátima                | 1          | 1             | 2007, 2009                                                       |
| Desportivo de Chaves  | 1          | 1             | 2009, 2013                                                       |
| Lusitano de Évora     | 1          | 0             | 1952                                                             |
| CUF Barreiro          | 1          | 0             | 1954                                                             |
| União de Coimbra      | 1          | 0             | 1972                                                             |
| União de Leiria       | 1          | 0             | 1981                                                             |
| Belenenses            | 1          | 0             | 1984                                                             |
| Desportivo das Aves   | 1          | 0             | 1985                                                             |
| Felgueiras            | 1          | 0             | 1992                                                             |
| Maia                  | 1          | 0             | 1997                                                             |
| Santa Clara           | 1          | 0             | 1998                                                             |
| Nacional              | 1          | 0             | 2000                                                             |
| Gondomar              | 1          | 0             | 2004                                                             |
| Olivais e Moscavide   | 1          | 0             | 2006                                                             |
| Arouca                | 1          | 0             | 2010                                                             |
| União de Lisboa       | 0          | 2             | 1937, 1938                                                       |
| Vitória de Guimarães  | 0          | 2             | 1956, 1958                                                       |
| Vitória de Setúbal    | 0          | 2             | 1952, 1987                                                       |
| Mafra                 | 0          | 2             | 2003, 2005                                                       |
| Dragões Sandinenses   | 0          | 2             | 2004, 2005                                                       |
| Vila Real             | 0          | 1             | 1944                                                             |
| CUF Lisboa            | 0          | 1             | 1945                                                             |
| Lusitano VRSA         | 0          | 1             | 1947                                                             |
| Seixal                | 0          | 1             | 1963                                                             |
| Montijo               | 0          | 1             | 1972                                                             |
| Águeda                | 0          | 1             | 1983                                                             |
| Académico de Viseu    | 0          | 1             | 1988                                                             |
| Gil Vicente           | 0          | 1             | 1990                                                             |
| Campomaiorense        | 0          | 1             | 1992                                                             |
| Alverca               | 0          | 1             | 1995                                                             |
| Esposende             | 0          | 1             | 1998                                                             |
| Vilafranquense        | 0          | 1             | 2000                                                             |
| Sporting de Pombal    | 0          | 1             | 2002                                                             |
| Sporting B            | 0          | 1             | 2002                                                             |
| Lousada               | 0          | 1             | 2003                                                             |
| Estrela de Portalegre | 0          | 1             | 2003                                                             |
| Pinhalnovense         | 0          | 1             | 2005                                                             |
| Trofense              | 0          | 1             | 2006                                                             |
| Tondela               | 0          | 1             | 2012                                                             |